# Giovanni Francesco Penni

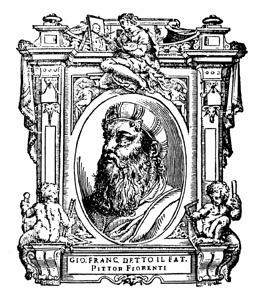
Giovan Francesco Penni, según las Vite de Giorgio Vasari.

Giovanni Francesco Penni, il Fattore (Florencia, 1488 - Nápoles, 1528) fue un pintor italiano del siglo XVI, perteneciente a la escuela romana y alumno de Rafael Sanzio, por lo que era conocido también como el "fattorino di Raffaelo".

## Biografía

Virgen de la Diadema Azul, Louvre.

Hijo de un tejedor, Penni ingresó en el taller del pintor de Urbino hacia 1510-1511, llegando a convertirse en uno de sus más importantes colaboradores, gracias a su habilidad en copiar el estilo del maestro. Según Vasari, ejerció las funciones de secretario de Rafael, de ahí su sobrenombre de il Fattore.
En 1519 trabajó en el equipo que decoró las Logias vaticanas bajo la supervisión de Rafael. Después de la muerte de su maestro en 1520, se encargó junto con Giulio Romano de completar los frescos del Bautismo de Constantino en las Estancias de Rafael en los Museos Vaticanos.
Penni dejó Roma en 1526 para reencontrarse con Giulio Romano en la corte de Mantua. Sin embargo, no fue bien recibido por su antiguo compañero, temeroso de encontrar en él a un rival de gran talento. Giovanfrancesco siguió su periplo por diversos estados italianos, como Milán, Roma o Nápoles, donde falleció. Por desgracia no ha sobrevivido obra alguna de las que realizó en esta fase final de su vida.
Hermanos suyos fueron otros dos pintores también alumnos de Rafael: Bartolomeo, pintor que trabajó para Enrique VIII de Inglaterra, y Luca Penni, establecido en la corte francesa, uno de los artistas italianos iniciadores de la Escuela de Fontainebleau.

## Obras
- El Amor y Psiquis en el Palacio Farnesio en Roma.
- La Visitación. Museo del Prado en Madrid.[1]
- Virgen de la Diadema Azul, Museo del Louvre, París.
- La Adoración de los pastores, Museo del Prado, Madrid.[2]
- Sagrada Familia del Libro, Palazzo Pitti, Florencia.
- Sagrada Familia con San Juanito, Galería Borghese, Roma.
- Transfiguración (1523, Museo del Prado, Madrid), copia del original de Rafael.[1]